# 佐辰
佐辰（さたつ）は的屋系暴力団。非指定暴力団・丁字家会の２次団体。

## 略歴
佐辰一家は初代佐藤辰二郎が興した

台東区千束

## 歴代
- 初代 - 佐藤辰二郎
- 二代目 - 菊池直文
- 三代目 - 吉田五郎(時田一)台東区千束在住
- 四代目 - 菊地武雄　　新宿区在住
- 五代目 -